# Central térmica de Altbach
La central térmica de Altbach/Deizisau es una central térmica de Energie Baden-Württemberg AG en Altbach, Baden-Württemberg, Alemania. Tiene una capacidad de producción de 1.200 MW de electricidad y de 560 MW de calor.
Se encuentra en el margen del río Neckar. 